# Isaak Orszanski

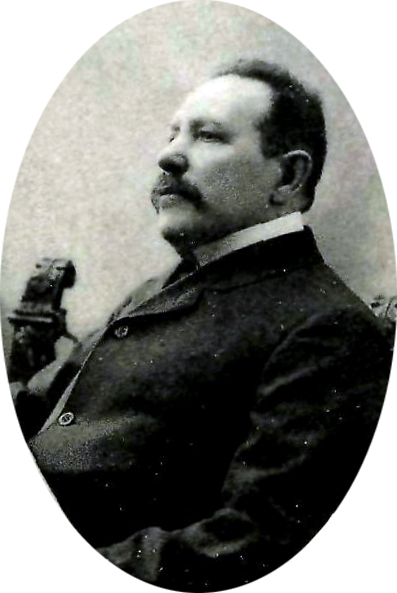
Isaak Grigoriewicz Orszanski

Isaak Grigoriewicz Orszanski (ros. Исаак Григорьевич Оршанский, ur. 16 września 1851 w Odessie, zm. 9 września 1923 w Koszycach) – rosyjski lekarz psychiatra, profesor psychiatrii na Uniwersytecie w Charkowie.

## Życiorys
W 1869 ukończył naukę w gimnazjum w Odessie i wstąpił na wydział medyczny Uniwersytetu Odeskiego, a potem Uniwersytetu Moskiewskiego. Rok później przeniósł się na Akademię Medyko-Chirurgiczną, ukończył ją w 1874. Praktykował jako lekarz wiejski w Łukojanowie. W 1876 pracował w laboratorium fizjologicznym Carla Ludwiga w Lipsku, a potem u Filippa Owsiannikowa w Sankt Petersburgu; w 1877 obronił rozprawę doktorską. Uczestniczył jako lekarz wojskowy w wojnie rosyjsko-tureckiej; po wojnie pozostał przez dwa lata jako lekarz wojskowy w St. Petersburgu. W latach 1879–1881 był kierownikiem oddziału psychiatrycznego szpitala w Jekatierinosławiu, następnie uzupełniał studia w zakresie neurologii i psychiatrii w Berlinie u Carla Westphala, Hermanna Munka i Hugona Kroneckera oraz w Paryżu u Jeana-Martina Charcot i Paula Broki. W 1884 został docentem prywatnym na Uniwersytecie w Charkowie. W latach 1888–1889 ponownie odbył podróż naukową, studiował wtedy u Emila du Bois-Raymonda w Berlinie, w laboratoriach w Lipsku i Paryżu. W 1894 mianowany profesorem nadzwyczajnym, a w 1908 profesorem zwyczajnym w Charkowie. W 1912 przeszedł w stan spoczynku, w 1920 emigrował do Czechosłowacji.

## Wybrane prace
- Die Vererbung im gesunden und krankhaften Zustande und die Entstehung des Geschlechts beim Menschen.  Stuttgart: Enke, 1903.